# Duckenstein di Mary Shelduck
Duckenstein di Mary Shelduck è una storia Disney a fumetti sceneggiata da Bruno Enna e disegnata da Fabio Celoni, per il colore di Luca Merli. Si tratta di una parodia del romanzo Frankenstein, scritta dall'inglese Mary Shelley nel 1818, e in particolare di uno dei suoi film derivati, Frankenstein di Mary Shelley nel 1994. È stata pubblicata sul settimanale Topolino in due parti: la prima su Topolino numero 3179, del 26 ottobre 2016; la seconda su Topolino numero 3180, del 2 novembre 2016. In seguito è stata ripubblicata in un albo unico, il numero 12 del Topolino Limited De Luxe Edition, aprile 2017.
La storia è stata creata in occasione del 165º anniversario della morte dell'autrice del romanzo originale, Mary Shelley, deceduta il 1º febbraio del 1851.

## Trama

### Primo capitolo
Il capitano Ciccio Walton sta trascrivendo il suo diario di bordo raccontando via penna alla cara nonnina lontana delle incredibili cose accadute durante il suo lungo viaggio ai poli tra cui l'avvistamento di un essere gigantesco a bordo di una slitta. Il capitano viene però bruscamente interrotto da un membro del suo equipaggio che gli annuncia che la ciurma ha appena recuperato un nobil papero europeo, ma dai modi non altrettanto gentili, alla deriva su un frammento ghiacciato. Prestatogli le cure necessarie e dopo aver dormito un paio di giorni il nobil papero si presenta al capitano. Gli rivela di chiamarsi il dottor Victor Von Duckenstein e di trovarsi in queste lande desolate per inseguire qualcosa, o meglio qualcuno, ma per sapere di più il capitano dovrà ascoltare tutta la storia dall'inizio.
Victor nasce a Napoli, da genitori Ginevrini, e fu affidato sin da piccolo alle cure del nobile zio Paperon Von Paper, in modo da poter crescere con più stabilità visto il perenne vagabondare dei genitori. A Ginevra, presso l'abitazione dello zio, conobbe quindi la dolce Daisy Beth, protetta dello zione e figlia di alcuni amici inglesi, ma anche l'arrogante cugino Gaston Clerval, molto fortunato e suo contendente alla mano della bella Daisy. Sin da piccolino Victor inizia a sviluppare un innato senso di creatività utilizzando il disegno per esplorare la natura e l'ingegno per piegarla. Tale attività non veniva però supportata dallo zione che tentò di spezzare questa passione del giovane Victor non riuscendoci mai pienamente. Victor dal canto suo, molto testardo, continuò con le sue creazioni riuscendo a generare esseri più reali del reale arrivando persino a chiedersi perché le sue opere non fossero dotate di parola. Sempre più ostinato a dare vita alle sue creazioni Victor inizia a studiare vari testi di scienziati e alchimisti famosi tra cui Anatro Magno e Paper Celso, quest'ultimo convinto che potesse animare l'inanimato grazie a complesse e misteriose miscelane colorate galvanizzate da potenti scariche elettriche. Le convinzioni di poter mettere in atto gli studi di Paper Celso portò Victor ad allontanarsi da Daisy anche se il papero trovò un valido sostegno nei cari Wilm, Wolf e Wando, ultimi rampolli di famiglia, che divennero suoi validi assistenti nei suoi esperimenti. In seguito a un esperimento fallito Victor viene mandato a Ingolstatd dallo zione che spera che il posto dove lui ha forgiato il suo carattere possa rimettere in riga il nipote e fargli dimenticare quella sua strana passione. All'università Victor conosce i suoi precettori Archrempe, che tentò di sostituire in lui i sogni di alchimisti dimenticati con le scoperte dei moderni ricercatori, e Picoldman che invece gli insegnò a utilizzare l'arte come strumento di indagine scientifica. Ben presto grazie agli insegnamenti dei suoi precettori Victor divenne uno scienziato ancor più abile dei suoi insegnanti ma ciò che loro ignoravano era però che non aveva dimenticato i progetti incompiuti di Papercelso bensì che aveva sfruttato le sue nuove conoscenze per migliorarli e completarli. Victor aveva difatti, dopo aver prodotto delle tinture miracolose, trovato nel cartone, un'invenzione di Archirempe che però l'inventore non ha saputo sfruttare a dovere ritenendola un po' inutile, la materia su cui usarle. Approfittando di una notte tempestosa Victor decide di testare i suoi studi e a dar vita al suo primo cartone animato. Se in un primo momento l'esperimento sembra fallire, lasciando un'amara delusione in Victor, qualche attimo dopo la creatura prende vita. Tornato nella stanza, spaventato da alcuni rumori, Victor si trova d'inanzi al suo esperimento. Spaventato da quell'enorme essere Victor urlò d'istinto spaventando a sua volta il gigantesco mostro, che non reggendosi ancora bene in piedi, cade dall'enorme vetrata della stanza precipitando di sotto. Victor molto preoccupato corre di sotto a controllare che la creatura sia ancora viva ma al suo arrivo non trova nessuno. Dopo avergli affibbiato il nome di Growl, proveniente dal suono che la creatura aveva emesso, per tutta la città, inoltrandosi perfino nei vicoli più bui, finché durante la sua ricerca non si imbatte nel cugino Gaston. Dopo alcune parole del cugino Victor inizia a pensare che la sua creatura, fatta si di un materiale plasmabile ma anche abbastanza fragile, potesse essersi sciolta a causa diluvio. A causa della spossatezza unita alla consapevolezza appena fatta sul mostro Victor cade in uno stato febbrile. Dopo essersi risvegliato nel suo letto, ed essersi ritrovato con un ciuffo di capelli bianchi, Victor apprende dall'odiato Gaston che, con l'approvazione dello zione, è pronto a sposare Daisy. Tornati al presente Victor racconta al capitano Walter, molto commosso dalla storia appena sentita, che sta per ascoltare la storia dal punto di vista della misteriosa creatura, che è tutt'altro che morta.

### Secondo capitolo
La misteriosa creatura ricorda poco dell'istante in cui è nata: rammenta però il bagliore di luce seguito da un certo sbigottimento, confusione e subito dopo un certo stato di soddisfazione mista a tanta curiosità. In seguito all'arrivo del dottor Duckenstein nel laboratorio, dopo la rottura di alcune fialette e aver raccolto uno dei libri da terra riguardante la sua creazione, Growl senza spiegarsi come finisce all'esterno in mezzo a una pioggia d'acqua e vetro. Tuttavia il mostro molto leggero, essendo fatto della materia di cui sono fatti i sogni, riesce ad aggrapparsi a un aquilone in volo che lo trascina per miglia nelle vicine campagne. Dopo aver ripreso i sensi il mostro si ritrova sui rami di un albero. Curioso di tutto quel che lo circonda, essendo per lui nuovo, Growl inizia a interagire con gli animali del bosco provocando però in loro molta paura. Ovunque andava Growl finiva per spaventare tutti inconsapevole che forse era proprio il suo aspetto a suscitare tanto terrore. Una sera, durante il suo vagare, Growl arriva ad una vecchia fattoria, posta su un cocuzzuolo, abitata da un certo Dinamite De Blacey, un nobile francese decaduto il quale aveva deciso di trasferirsi e darsi all'agricoltura, in compagnia del suo fido cane da guardia. Non avendo dove andare Growl decide di stabilirsi, all'insaputa del nobile decaduto, nel suo capanno attraverso il quale era anche possibile scorgere cosa succedeva in casa. Ogni sera il nobile cercava di studiare la lingua locale così anche Growl iniziò a imparare a leggere e a parlare associando i suoni alle parole scritte nei cartelli disseminati sul cocuzzolo. Growl continuò a leggere numerosi libri imparando sempre di più portando il suo intelletto a un livello superiore finché un giorno decide di prendere in prestito gli occhiali di De Blacey, poiché a forza di leggere al buio la sua vista era calata, facendosi scoprire. Saltato il suo unico rifugio sicuro Growl, leggendo il libro del suo padrone, decide quindi di dirigersi a Belrive, il luogo in cui il suo padrone aveva lasciato le sue creazioni migliori, sperando di trovare altri suoi simili. Intanto Victor era tornato a casa dallo zio trasformandosi nel più pigro dei paperi. Una sera passeggiando per la dimora Wilm, Wolf e Waldo notano un gran trambusto nella studio dello zio Von Paper scoprendo al suo interno Growl. Delle forti urla allertano tutto il parentale che precipitandosi nello studio si accorgono del gran macello nella stanza e della scomparsa dei nipotini. In lontananza Duckenstein riconosce un suono molto familiare proveniente dal bosco. Organizzati dei gruppi di ricerca i paperi si addentrano nel bosco alla ricerca di Wilm Waldo e Wolf. Qui Growl si manifesta davanti agli occhi del suo creatore che dopo avergli raccontato del suo lungo viaggio lo invita a creare altri esseri come lui, in modo che essi non possano più scappare alla sua vista, se vuole rivedere i nipotini. Dopo che il mostro scomparve Victor si riunisce a Daisy Beth alla quale confessa tutto ciò che è successo in questo periodo. A loro insaputa, tra i rami di un albero, Growl e i nipotini li stanno osservando. Gli adorabili nipotini del dottor Duckenstein stanno bene, difatti il rapimento era tutta una farsa inventata da loro, e hanno stretto un'alleanza con Growl in modo da riaccendere la speranza in Victor, facendogli ritrovare se stesso e così facendo creare qualcuno che possa dar compagnia a Growl. Intanto il cinico Paperon Von Paper, dopo aver udito anche lui le parole raccontate a Daisy, ha radunato alcuni paesani, ben armati di torce e forconi, pronto a scacciare qualunque cosa abbia rapito i suoi rampolli. Grazie alla fortuna di Gaston il mostro viene trovato che fugge dalla paura davanti alla folla inferocita. Inseguito da molta gente al mostro non resta altra scelta che fuggire nascondendosi drammaticamente nel luogo più lontano possibile dall'uomo. Tornati al presente Growl irrompe sulla nave del capitano Walton. Growl racconta al suo creatore di essersi accorto da un po' che lo stava seguendo e che quando non l'ha visto più è tornato indietro a vedere come stava. Dichiara anche che stanco di fuggire preferirebbe essere cancellato. Victor lo ferma raccontandogli che i nipotini hanno chiesto spesso di lui e che dopo la sua fuga ha avuto il coraggio di dichiararsi a Daisy, così lei ha mollato il vile Gaston per la sua codardia. Preso poi da un nuovo impeto creativo ha creato altri esseri come lui, aiutato dal suo ex insegnante, creando una nuova terra fatta di esseri fantastici che lui e i suoi nuovi amici possano chiamare casa. In delle note finali della lettera che il capitano invia alla sua cara nonna Walton racconta di aver imparato molto da questa storia: dal non giudicare mai le persona dal loro aspetto al guardare sempre il mondo con gli occhi di un bambino.

## Personaggi
- Victor von Duckenstein (Paperino): Parodia del dottor Victor Frankenstein.
- Growl, il mostro di Duckenstein: Parodia del Mostro di Frankenstein.
- Daisy Beth (Paperina): Parodia di Elizabeth Lavenza.
- Ciccio Walton (Ciccio): Parodia di Robert Walton.
- Wilm, Wolf e Waldo (Qui, Quo e Qua).
- Paperon von Paper (Paperon de' Paperoni).
- Gaston Clerval (Gastone Paperone): Parodia di Henry Clerval.
- Archrempe (Archimede Pitagorico): Parodia del professor Krempe.
- Picoldman (Pico De Paperis): Parodia del professor Waldman.
- Dinamite De Blacey (Dinamite Bla): Parodia di De Lancey.